# Arbeitsgericht Heidelberg
Das Arbeitsgericht Heidelberg war ein Arbeitsgericht mit Sitz in Heidelberg.

## Geschichte
Gemäß Arbeitsgerichtsgesetz vom 23. Dezember 1926 wurden in Deutschland Arbeitsgerichte gebildet. Diese waren nur in der ersten Instanz organisatorisch selbstständige Gerichte, die Landesarbeitsgerichte waren den Landgerichten zugeordnet. Am Landgericht Mannheim entstand so 1927 das Landesarbeitsgericht Mannheim als eines von sechs Landesarbeitsgerichten in der Republik Baden. In Heidelberg entstand das Arbeitsgericht Heidelberg. Sein Sprengel umfasste die Bezirke der Amtsgerichte Heidelberg und Wiesloch. Es bestanden je eine Kammer für Arbeiter, für Angestellte und für Handwerk.
Nach der Besetzung Deutschlands durch die Alliierten wurden 1945 zunächst alle Gerichte geschlossen. Die ordentlichen Gerichte wurden schon bald wieder eröffnet, während die Arbeitsgerichte zunächst nicht wieder eingerichtet wurden, so dass arbeitsgerichtliche Streitigkeiten von den ordentlichen Gerichten erledigt werden mussten. Gemäß Kontrollratsgesetz 21 vom 30. März 1946 sollten in Deutschland Arbeitsgerichte aufgebaut werden. Die Umsetzung in Württemberg-Baden erfolgte durch das Arbeitsgerichtsgesetz für Württemberg-Baden vom 3. Oktober 1947. Danach sollte die örtliche Zuständigkeit der Arbeitsgerichte durch den Zonenbefehlshaber festgelegt werden und die Gerichte durch die oberste Landesbehörde für Arbeitsverwaltung nach Anhörung von Gewerkschaften und Arbeitgeberverbänden erfolgen. Für den Landbezirk Nordbaden wurde 1947 erneut ein Landesarbeitsgericht Mannheim gebildet. In Heidelberg wurde das Arbeitsgericht Heidelberg am 7. Januar 1947 neu eröffnet.
Mit dem Gesetz über die Gerichte für Arbeitssachen vom 11. April 1972 wurde das Arbeitsgericht Heidelberg 1972 aufgehoben.